# Активне компоненте
Активне компоненте су делови електронских уређаја које могу активно да утичу на промену електричне струје - сигнала у оквиру електричног кола. Активне компонете се деле на:

## Електронске цеви
- Диода
- Триода
- Пентода

## Транзистори

### Силицијумски транзистори
- ПНП
- НПН
- ФЕТ
- МОС ФЕТ

## Интегрална кола
- аналогна интегрална кола
- дигитална интегрална кола